# Roger Milhau
 Roger Milhau (* 29. března 1955) je bývalý francouzský atlet a halový mistr Evropy v běhu na 800 metrů.
V roce 1978 získal bronzovou medaili v běhu na 800 metrů na evropském halovém šampionátu, o dva roky později se v této disciplíně stal halovým mistrem Evropy. Startoval v běhu na 800 metrů na mistrovství Evropy v Praze v roce 1978 a olympiádě v Moskvě v roce 1980 - vždy skončil v semifinále.